# Staffan Valdemar Holm
Staffan Valdemar Holm, född 7 oktober 1958 i Tomelilla, är en svensk  teaterregissör och teaterchef.

## Biografi
Staffan Valdemar Holm utbildade sig vid Statens Teaterskole i Köpenhamn 1984–1988, inklusive en period 1986 för Peter Stein i Berlin i Tyskland på Schaubühne am Lehniner Platz. Han grundade 1988, tillsammans med sin hustru, scenografen Bente Lykke Møller, Nyt Skandinavisk Forsøgsteater i Köpenhamn. Han har regisserat teater och opera vid bland annat Det Kongelige Teater i Köpenhamn, chilenska nationalteatern Teatro Nacional Chileno i Santiago de Chile samt Folkoperan och Kungliga Operan i Stockholm. Han var teaterchef för Malmö Dramatiska Teater 1994–1999 och för Dramaten i Stockholm 2002–2008, där han också regisserade ett antal uppsättningar. 
Från och med hösten 2011 är Staffan Valdemar Holm teaterchef ("Generalintendent") för Düsseldorfer Schauspielhaus i Düsseldorf i Tyskland.

## Priser och utmärkelser
- 1994 – Svenska teaterkritikers förenings Teaterpris
- 1996 – Svenska Dagbladets Thaliapris
- 1997 – Kvällspostens Thaliapris
- 2001 – Litteris et Artibus[2]
- 2008 – Sydsvenska Dagbladets kulturpris (tillsammans med hustrun Bente Lykke Møller)[3]
- 2010 – Danska teaterpriset Årets Reumert för uppsättningen av Rickard III[4]
- 2010 – Dansk-svensk kulturfonds pris[5]
- 2011 – Svenska Akademiens teaterpris (tillsammans med hustrun)[6]
- 2019 – Gannevikstipendiet (tillsammans med hustrun)[7]

## Regi av TV-föreställningar i urval
- 1998 – Vasasagan
- 2004 – Leka med elden
- 2025 - Hotell Vita Hästen

## Teaterregi (ej komplett)
| År   | Produktion                        | Upphovsmän                                                           | Teater                                    |
| ---- | --------------------------------- | -------------------------------------------------------------------- | ----------------------------------------- |
| 1992 | Dødsdansen Dödsdansen             | August Strindberg Översättning Steen Albrechtsen                     | Privat Teatret, Köpenhamn                 |
| 1995 | Hamlet                            | William Shakespeare Översättning Björn Collinder                     | Malmö stadsteater                         |
| 1997 | Fadren                            | August Strindberg                                                    | Dramaten                                  |
| 1999 | Tre systrar                       | Anton Tjechov                                                        | Dramaten                                  |
| 2001 | Tillbaka till öknen               | Bernard-Marie Koltès                                                 | Dramaten                                  |
| 2003 | Ord om krig                       |                                                                      | Dramaten                                  |
| 2003 | Det kalla barnet                  | Marius von Mayenburg                                                 | Dramaten                                  |
| 2004 | Tre knivar från Wei               | Harry Martinson                                                      | Dramaten                                  |
| 2006 | Macbeth                           | William Shakespeare                                                  | Dramaten                                  |
| 2007 | Vögelein                          | Staffan Valdemar Holm                                                | Dramaten                                  |
| 2008 | Hamlet                            | William Shakespeare                                                  | Dramaten                                  |
| 2009 | Don Carlos                        | Friedrich Schiller                                                   | Dramaten                                  |
| 2010 | Teddybears VS Don Carlos          | Friedrich Schiller och Teddybears STHLM                              | Dramaten Regi tillsammans med Klas Åhlund |
| 2016 | Presidenterna Die Präsidentinnen  | Werner Schwab Översättning Linda Östergaard och Irena Kraus          | Dramaten                                  |
| 2018 | Tartuffe Tartuffe, ou l'Imposteur | Molière Översättning Lars Huldén                                     | Dramaten                                  |
| 2018 | Snövit – för vuxna                | Staffan Valdemar Holm                                                | Kulturhuset Stadsteatern                  |
| 2020 | Kvinnostaden La Cité des Dames    | Christine de Pizan Bearbetning Staffan Valdemar Holm och Irena Kraus | Dramaten                                  |
| 2022 | Månen och de andra planeterna     | Staffan Valdemar Holm                                                | Kulturhuset Stadsteatern                  |